# 石城町
石城町（せきじょうまち）は、福岡県福岡市博多区の町名。現行の行政地名は、石城町。大半が海岸の埋立により造成された造成地である。町内の福岡国際会議場は、隣接する築港本町の福岡国際センター、福岡サンパレスや沖浜町のマリンメッセなどとともに、コンベンションセンターの大規模な集積地を構成している。また、町内には港湾関係業務の社屋、専門学校、単身者向け共同住宅等も多く存在している。面積は約17.13ヘクタール。2022年12月末現在の人口は1,373人。郵便番号は812-0032。

## 地理
福岡市の都心部とされる中央区天神の北側、博多区の北西部で、海に近接する地域に位置する。北西で沖浜町と、北東で御笠川を介して千代と、南東で大博町と、南西で築港本町と隣接する。

### 河川
石城町の東に接して、御笠川（二級河川）が横断し、北部で河口部を形成して、博多湾に注いでいる。

### 都市計画
都市計画に関しては、「福岡市都市計画マスタープラン」において、石城町は、隣接する築港本町（博多ふ頭等）及び沖浜町（中央ふ頭）とともに、天神周辺、博多駅周辺を核とした一体の地域が都心部として位置付けられている。用途地域は、北東の一部の地域が準工業地域に指定されているが、これ以外が商業地域に指定されている。また、沖浜町に隣接し、旧博多臨港線以北の地域は、用途地域とは別に、都市計画法及び港湾法に基づく臨港地区にも指定されている。さらに、石城町の一部に沖浜町及び築港本町の各一部を加えた区域約16.8ヘクタールの地区については、地区計画の区域として「中央ふ頭地区地区計画」が定められ、展示場、ホテル、会議場等のコンベンション関連施設の立地などにより、ウォーターフロントの交流拠点にふさわしい市街地の形成等を図ることが目標とされている。

## 歴史
現在の福岡国際会議場周辺以外で福岡市道石城町488号線及び500号線以北の区域は昭和27年以前に海岸の埋立により造成されたと推定されている。その後、船だまりであった「博多船溜」の東側部分について、福岡市が、1991年（平成3年）5月8日に埋立免許の出願、同年10月11日に免許の取得、及び同年11月8日に埋立工事の着手を行い、1995年（平成7年）4月6日に埋立工事が竣工した。その後、この埋立地には福岡国際会議場が建築された。

## 人口
石城町の人口の推移を福岡市の住民基本台帳（公称町別）に基づき示す（単位：人）。集計時点は各年9月末現在である。
- 2001年（平成13年）：800
- 2002年（平成14年）：827
- 2003年（平成15年）：833
- 2004年（平成16年）：851
- 2005年（平成17年）：825
- 2006年（平成18年）：784
- 2007年（平成19年）：810
- 2008年（平成20年）：757
- 2009年（平成21年）：824
- 2010年（平成22年）：901
- 2011年（平成23年）：970
- 2012年（平成24年）：1,009
- 2013年（平成25年）：1,023
- 2014年（平成26年）：1,070
- 2015年（平成27年）：1,137
- 2016年（平成28年）：1,275
- 2017年（平成29年）：1,287
- 2018年（平成30年）：1,260
- 2019年（令和元年）：1,247
- 2020年（令和2年）：1,243
- 2021年（令和3年）：1,294
- 2022年（令和4年）：1,352

## 交通
交通に関しては、主な公共交通機関としてはバスがある。

### 鉄道
鉄道は通っていない。最寄りの駅は福岡市交通局が運営する福岡市地下鉄箱崎線の呉服町駅であり、距離は道程で約1.0キロメートルである。呉服町駅附近のバス停から当該地区へ向かうバスの便がある。
なお、町内には旧日本国有鉄道の博多臨港線が通っていたが、1985年（昭和60年）3月14日に博多港駅から福岡港駅までの区間が廃止され、廃線後の鉄道敷地は石城町487号線の一部に含まれたほかは、駐車場や建築物の敷地形状などにわずかな形跡を残すのみとなっている。

### バス
バスについては、西日本鉄道株式会社が運営するバスが運行しており、次の停留所がある。一部の路線ではBRTも運行されている。
- 博多臨港警察署北口
- 国際会議場サンパレス前
- 石城町

### 道路
主な幹線道路は次の通り。

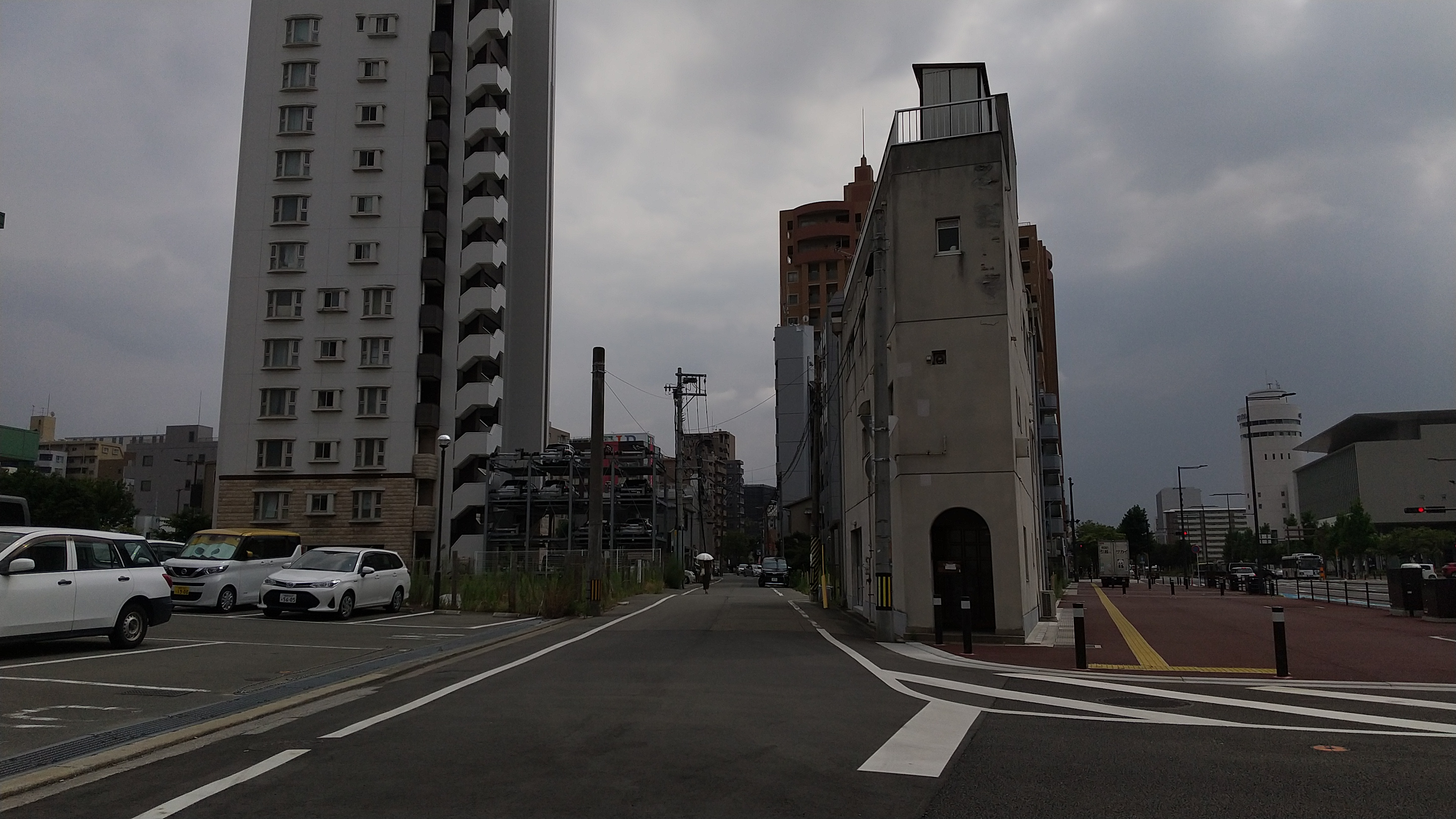
旧大濱小通り（右は築港石城町線）

- 福岡都市高速道路（出入口は隣接する築港本町に築港出入口がある。）
- 臨港道路須崎東浜線（通称：「埠頭間道路」）
- 築港石城町線
- 石城町488号線（福岡市道路愛称：「旧大濱小通り」[注釈 2]）
- 石城町497号線（福岡市道路愛称：「マリン通り」[注釈 3]）
- 石城町500号線
- 那の津通り（後野福岡線との重複区間）
- 福岡県道44号（福岡市道路愛称：大博通り）

## 施設

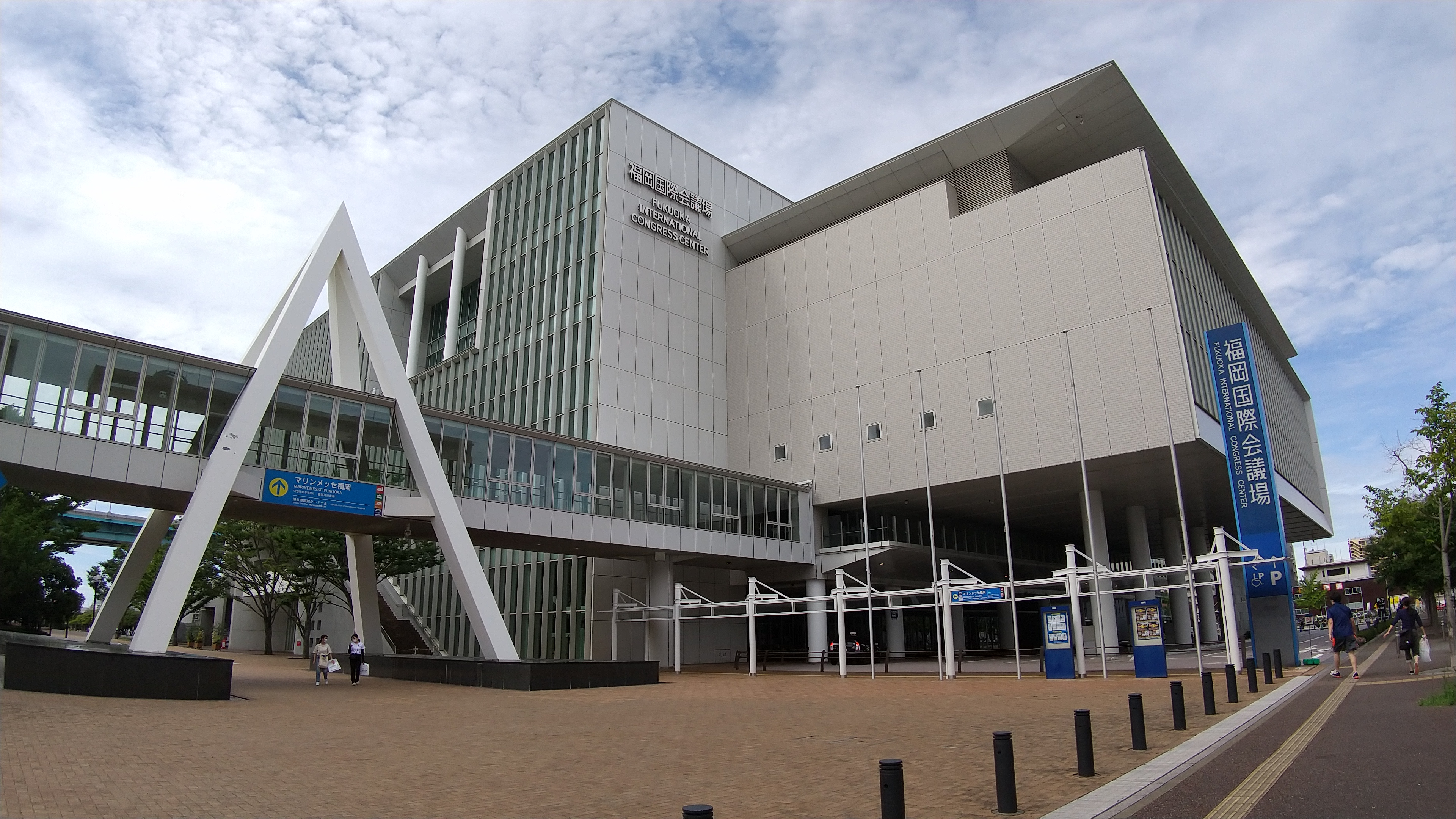
福岡国際会議場

### 公共施設
- 福岡県博多臨港警察署
- 福岡国際会議場
- 博多港郵便局 [注釈 4]
- 一般財団法人食品環境検査協会福岡事業所[注釈 5]
- 沖浜ポンプ場[注釈 6]

### 学校
町内に小中学校は存在しないが、校区については、小学校区、中学校区についてそれぞれ次の学校の校区に属する。
- 小学校：博多小学校
- 中学校：博多中学校

　隣接する大博町と同様に専門学校が多く、次の学校がある。
- 福岡医健・スポーツ専門学校[注釈 7]
- 福岡ウェディング&ホテル・IR専門学校[注釈 8]
- 福岡医健専門学校第3校舎[注釈 9]
- 福岡スクールオブミュージック&ダンス専門学校[注釈 10]
- 福岡デザイン&テクノロジー専門学校[注釈 11]